# Vitigno autoctono
Il vitigno autoctono è una particolare varietà di vite utilizzata per la produzione di vino, coltivato e diffuso nella stessa zona storica di origine del vitigno stesso, trattasi quindi di un vitigno non trapiantato da altre aree.
Ogni vitigno autoctono presenta una sua caratteristica e distintiva forma e colore del grappolo, del chicco e delle foglie e conferisce al vino, da esso ottenuto, alcune caratteristiche organolettiche ben precise e tipiche.
La coltivazione e la difesa dei vitigni autoctoni, ed anche la riscoperta di vitigni quasi scomparsi dal panorama agricolo, viene intrapresa nell'ambito dello sviluppo dell'industria enologia verso la creazione di prodotti di qualità, a denominazione locale, in grado di contenere l'importazione di vini provenienti dal altre regioni o aree del mondo ed anche a contrastare, se possibile, la commercializzazione dei vini a basso costo e privi di specifiche proprietà organolettiche.
In Italia sono circa 350 i vitigni autoctoni registrati ufficialmente, e tutte le principali regioni agricole italiane, con produzione vinicola hanno un elenco di vitigni autoctoni locali.